# سلطان الحاسري
سلطان الحسيري (توفي في 9 يوليو 2005) هو مواطن سعودي قُتل خلال تبادل لإطلاق النار مع الشرطة السعودية في عام 2005،  كان الحسيري وتسعة آخرين محاصرين من قبل الشرطة لثلاثة أيام، حيث قتل برفقة أربعة آخرين مدرجين في قائمة المطلوبين لوزارة الداخلية في المملكة العربية السعودية.
وكان الأربعة الآخرين هم زيد سعد زيد السماري، وصالح الفريدي ونايف فرحان جلال الجحيشي الشمري ومحمد عبد الرحمن محمد السويلمي، وكانوا قد أضيفوا قبل أسبوعين من مقتلهم في قائمة تضم 36 مطلوباً.
أقترح مسؤولو الأمن عدم اقتحام المخبأ بسبب وجوده في حي سكني وأعتقادهم بأنه معبأ بالمتفجرات.
ذكرتصحيفة الخليج تايمز أن مسؤولون سعوديون أكدوا أن الحيسيري«شارك في اختطاف وقتل مواطن (أجنبي)».  ويرجح أن المقيم الأجنبي هو بول مارشال جونسون الابن وهو مهندس أمريكي تم اختطافه وقطع رأسه في يونيو 2004.